# الحملة السنوسية
جرت الحملة السنوسية في شمال أفريقيا من نوفمبر عام 1915 إلى فبراير علم 1917، خلال الحرب العالمية الأولى. خاض الحملة مملكة إيطاليا والإمبراطورية البريطانية ضد السنوسيين، جماعة دينية في ليبيا ومصر. كان السنوسيون مُستمالين من قِبل الإمبراطورية العثمانية والإمبراطورية الألمانية. في صيف عام 1915، أقنع العثمانيون السنوسي الكبير أحمد الشريف السنوسي لإعلان الجهاد، والهجوم على مصر -التي يحتلها البريطانيون- من جهة الغرب وتشجيع التمرد فيها، وذلك لشَغل القوات البريطانية عن غارة عثمانية على قناة السويس من فلسطين.
عبر السنوسيون الحدود الليبية المصرية في نوفمبر عام 1915 وخاضوا حملة على طول الساحل المصري. في البداية انسحبت قوات الإمبراطورية البريطانية، ثم هزموا السنوسيين في معارك عديدة لاحقًا، وبلغت ذروة المعارك في عملية أغاجيا ثم استرداد الساحل في مارس عام 1916. في الداخل، استمرت حملة عصابة الواحات حتى فبراير عام 1917، جرى بعدها التفاوض من أجل السلام وأصبحت المنطقة هادئة حتى نهاية الحرب، عدا عن دوريات بريطانية بالطائرات والعربات المدرعة.

## خلفية

### السنوسيون
كان السنوسيون قبل عام 1906 منخرطين بالمقاومة ضد الفرنسيين، وكانوا «طائفة دينية مسالمة نسبيًا من الصحراء الكبرى، ومعارضة للتعصب». في الحرب الإيطالية – العثمانية (29 سبتمبر 1911 – 18 أكتوبر 1912) احتلت القوات الإيطالية مناطقًا على طول الساحل الليبي وقاوم السنوسيون من الداخل، محافظين على علاقات ودودة بشكل عام مع البريطانيين في مصر. في عام 1913، هُزم الإيطاليون في عملية إيتانغي لكن في عام 1914 أدت التعزيزات الإيطالية إلى النهوض مجددًا وبحلول شهر يناير كان السنوسيون في جنوب شرق برقة. امتلك السنوسيون نحو 10,000 رجل مسلح ببنادق حديثة، مع ذخيرة من مصنع يُنتج 1,000 طلقة باليوم. استمر القتال المتفرق بين الإيطاليين في البلدات المحصنة والسنوسيين المتجولين في الصحراء. أعلن البريطانيون الحرب على الإمبراطورية العثمانية في 5 نوفمبر وشجعت قيادة الإمبراطورية العثمانية السنوسيين بالهجوم على مصر من الغرب. أراد العثمانيون من السنوسيين تنفيذ عمليات ضد قوات المؤخرة لوحدة المدافعين عن قناة السويس؛ فشل العثمانيون في هجمات سابقة على القوات البريطانية من سيناء في الشرق وأرادوهم أن يتشتتوا بهجمات من الاتجاه الآخر.

### الإمبراطورية العثمانية
في فبراير عام 1915، خطط المبعوثون الأتراك، منهم نوري بك، الأخ غير الشقيق لأنور باشا، وجعفر باشا، عربي بغدادي في الجيش العثماني، لإثارة مشكلة بين سعيد أحمد الشريف، السنوسي الكبير والبريطانيين، من خلال تنظيم غارة على السلوم في 15 يونيو، لكنها أُحبطت. لاحقًا استلم نوري قيادة القوات العسكرية السنوسية وبدأ بتدريب مجندي قبيلة أولاد علي. تفاوض المبعوثون العثمانيون على اتفاق مع السنوسي الكبير، بأن يهاجم أتباعه [السنوسي الكبير] البريطانيين في مصر من الغرب، إلا أن قراره لم يكن مدعومًا من قبل كل السنوسيين. قدم العثمانيون أسلحة رشاشة ومدفعية عن طريق السفن والغواصات الألمانية، لإيصال الأسلحة والمعدات والمال. بحلول شهر نوفمبر عام 1915، كان حجم الحامية البريطانية في مصر قليلًا جدًا بسبب البعثات إلى غاليبولي وبلاد الرافدين. كانت الجبهة الغربية لمصر محمية من قِبل خفر السواحل المصري (المُقدم سي.إل. سنو)، الذي كان قائده مسؤولًا عن الحفاظ على علاقات جيدة مع البدوان المحليين والسنوسيين.

### التضاريس
لم تُحدد الحدود الغربية لمصر عام 1914 لأن المفاوضات مع العثمانيين توقفت بسبب الحرب الإيطالية التركية (1911 – 1912) وبعدها أُلغيت بسبب التنازل عن طرابلس إلى إيطاليا. كان هناك حدود افتراضية امتدت جنوبًا من السلوم، إلى الشرق الذي كان عبارة عن منطقة بمساحة 520,000 كيلومتر مربع كلها صحراء جنوب الشريط الساحلي شبه الصحراوي لكن مع واحات عديدة، بعضها كبير للغاية ويملك تعداد سكاني كبير، ومدارة من قِبل الحكومة المصرية. تنّقل البدوان (عرب رُحّل) بين الواحات، وتبادلوا التجارة مع ساكنيها والتجأوا إليها حين جفت الآبار.
يوجد على طول ساحل البحر المتوسط في مصر قطاع من الأراضي مَرويّ جيدًا كفاية لرعي الجمال والخراف؛ نجح التنقيب عن الماء بشكل عام لكن كانت الآبار والخزانات متباعدة وتجف أحيانًا بشكل غير متوقع. الأرض جافة في الصيف وغروية في المواسم الماطرة من ديسمبر إلى مارس ويكون حينها النهار باردًا نسبيًا والليالي قارسة البرودة. جنوب الشريط الساحلي هو هضبة عارية من الحجر الكلسي، عرضها نحو 80 كم عند الضبعة و240 كم عند السلوم. تقع الصحراء إلى الجنوب، مع كثبان رملية ممتدة لعدة مئات من الأميال.
تقع واحة سيوة، معقل للسنوسيين، نحو 260 كم جنوب السلوم على حافة بحر الرمال؛ يوجد إلى الشرق مجموعة من الواحات، بعضهم قريب كفاية من وادي النيل ليكونوا في نطاق الغزاة السنوسيين المسافرين على الجمال. كان هناك سكة حديدية قياسية ممتدة على طول الساحل من الاسكندرية تنتهي في السلوم، لكنها وصلت عام 1915 إلى الضبعة. امتد طريق الخديوي البري، مناسب للمركبات الآلية في الطقس الجاف، إلى الحدود، إلا أنه حين بدأت الاعتداءات كان موسم الأمطار وشيكًا.

## توطئة

### التحضيرات السنوسية – العثمانية
كانت مقرات الضباط الألمان والأتراك في واحة سيوة مع قوة سنوسية مؤلفة من خمسة آلاف مقاتل، مدعومة بالمدافع الجبلية والرشاشات، للهجوم على السلوم ومرسى مطروح والضبعة في الساحل وعلى الواحات التي في أقصى الجنوب، وهي الواحات البحرية والفرافرة والداخلة والخارجة. في 15 أغسطس، رأى قائد غواصة بريطاني أشخاصًا على الساحل قرب السلوم وأُطلق عليه النار حين تقدم للتقصي حول الأمر، مما تسبب بحادثة دبلوماسية لحين ادعاء السنوسيين بأنهم خلطوا بين الغواصة وقارب إيطالي. تظاهر السير جون ماكسويل، قائد القوات البريطانية في مصر، بأنه صدق العذر، مفترضًا أنها رد على استفزاز قوات السنوسي الكبير. بعد فترة وجيزة، بدأ السنوسيون بإجراء عمليات تدريبية حول السلوم بمدافع ورشاشات وبعدها حصل ماكسويل على مستندات مُرسلة من السنوسي الكبير إلى القادة المسلمين والصحفيين من شبه الجزيرة العربية والهند، يحثهم فيها على الجهاد.
استمر البريطانيون باسترضاء السنوسيين، داخلين في مفاوضات مع شريف مكة وغير راغبين بتأجيج الرأي العام الإسلامي. في 30 سبتمبر، تقابل سنو مع السنوسي الكبير وجعفر باشا، الذي ناقش الطبيعة غير المنضبطة لبدو الصحراء لكن رأى سنو أن القوات السنوسية قد تكون هائلة وعظيمة. بعد ذلك بوقت قصير، وصلت الأخبار عن نصرٍ سنوسيٍّ آخر على الإيطاليين قرب طرابلس واستيلائهم على الكثير من الأسلحة والمال. تصاعد العدوان السنوسي على البريطانيين في نوفمبر، حين نسفت الغواصات الألمانية الباخرة المدرعة إتش إم إس تارا وسفينة النقل مورينا، ثم سُلّمت الطواقم إلى السنوسيين في مرفأ سليمان في برقة. تصنّع سعيد أحمد بعدم المعرفة حين تذمر البريطانيون وبدأت المفاوضات بإقناع السنوسي الكبير بطرد المبعوثين العثمانيين من أجل المال لكن زادت غارات الغواصات الألمانية من عناد السنوسيين.
في 6 نوفمبر، هوجمت قوارب حرس السواحل المصري في خليج السلوم من قِبل الغواصة إس إم يو-35. في ليلة 17 نوفمبر، أطلق السنوسيون النار على مخيم في السلوم، قُتل اثنان من البدوان وقُطع خط التلغراف الساحلي. في الليلة التالية، احتُلت زاويت (صومعة أو دير أو منسك) في سيدي براني 77 كم شرق السلوم، من قِبل 300 رجل من المحافظية (قائد أو مدافع أو حارس)، وهي القوات السنوسية المنظمة. أمر سعيد محمد أتباعه بعبور الحدود المصرية في 21 نوفمبر، لتنفيذ الحملة الساحلية. في ليلة 20/19 نوفمبر، أُطلق النار على الثكنات في السلوم وقُتل خفير سواحل. في اليوم التالي، هوجم موقعٌ يبعد 48 كم جنوب شرق السلوم وحين وصلت الأخبار بدأت الاضطرابات المدنية في الإسكندرية. 